# Burg Güssenburg

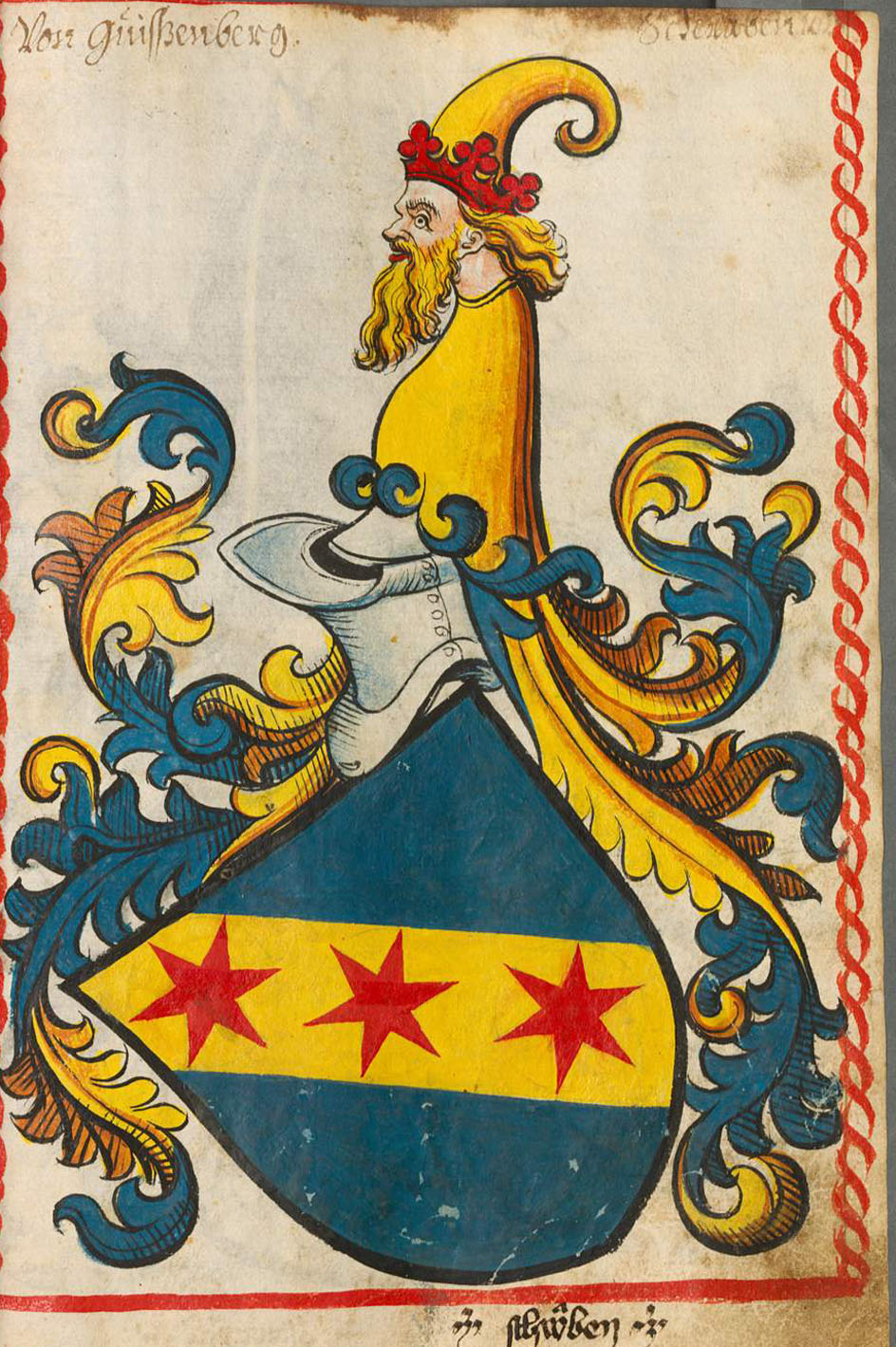
Wappen der Güssen von Güssenberg, um 1450

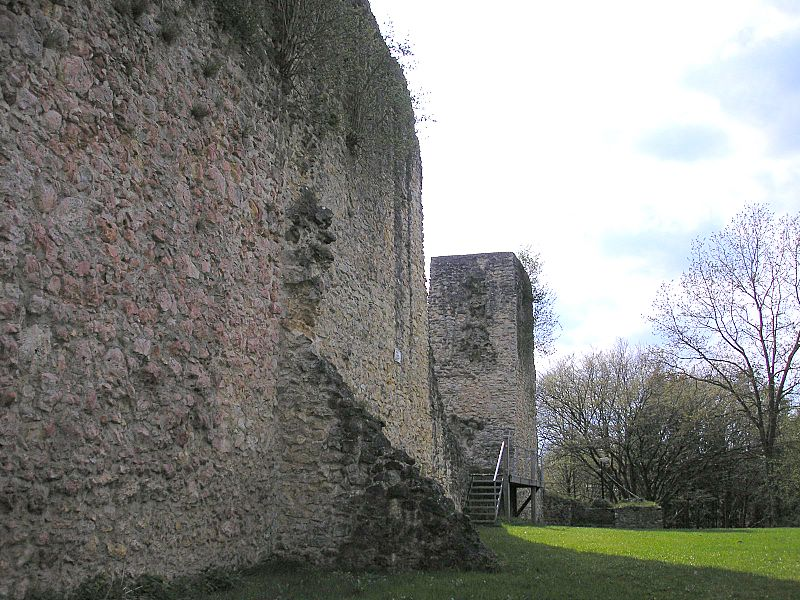
Die Schildmauer (Innenseite)

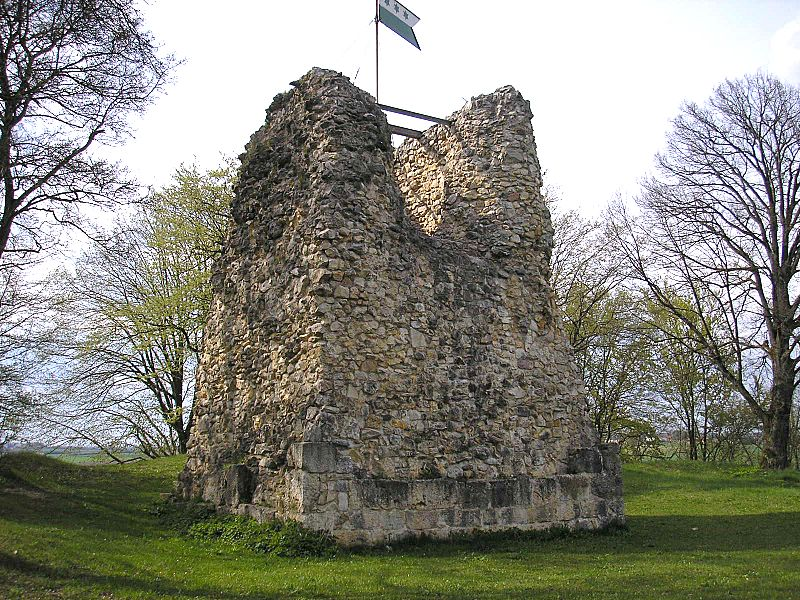
Der Bergfried

Die Burg Güssenburg, auch Burg Güssenberg genannt, ist eine Ruine über Hermaringen im Landkreis Heidenheim in Baden-Württemberg. Von der hochmittelalterlichen Burg haben sich noch größere Reste der Schildmauer und des Bergfriedes erhalten.

## Geographische Lage
Die Ruine der Spornburg liegt in etwa 500 Meter Höhe etwa 50 Meter über dem Brenztal auf einem Hügelsporn, dem sogenannten Schloßberg. In Norden, Westen und Osten schützen die Steilabfälle des Burgberges die Anlage.

## Geschichte
Die Burg war der Stammsitz der Herren von Güssenberg, die sich später (15./16. Jahrhundert) Güß von Güssenberg nannten. Das Geschlecht, das zeitweise über zahlreiche Orte der Umgebung herrschte (u. a. Brenz, Haunsheim, Leipheim), ist weit verzweigt und wird in der Regel unter dem Begriff Güssen zusammengefasst. Die Stammburg dieser diepoldingischen, später staufischen Ministerialenfamilie könnte der 1372 erwähnte „Burkstall“ in Hermaringen gewesen sein.
Am 1. und 7. Mai 1171 trat ein Diepold Gusse als Zeuge in zwei Urkunden Kaiser Friedrichs I. auf.
1216 wurde Heinrich von Güssenberg  anlässlich der Schlichtung eines Streites der Klöster Ellwangen und Kaisheim als Zeuge genannt.
1328 ging die Lehnshoheit auf die Grafen von Helfenstein über. Um 1350 verstärkte man die Burg durch den Bau der Schildmauer und weitere Umbauten. Nach dem Aussterben der Güssen von Güssenberg kam das Lehen an die Güssen von Haunsheim. 1372 verkauften die Haunsheimer ihre Lehnsrechte an die Grafen. Die Güssenburg wurde Verwaltungsmittelpunkt der gräflichen Besitzungen im Brenztal.
In der Schlacht bei Sempach fielen Bruno und Hanman von Güssenberg und wurden in Königsfelden beigesetzt (→Liste der gefallenen Adeligen auf Habsburger Seite in der Schlacht bei Sempach/G).
Die gräflichen Vögte saßen bis 1448 auf der Güssenburg. In diesem Jahr kam die Herrschaft an das Haus Württemberg. Die Burg wurde jedoch bereits 1449 im „Städtekrieg“ durch Truppen aus Ulm, Giengen und Lauingen zerstört und danach nicht mehr aufgebaut.
Im Jahr 1709 erwarb die Gemeinde Hermaringen die Ruine und den zugehörigen Wirtschaftshof unter der Burg.
1970/71 wurde der erhaltene Bestand konserviert und teilweise ergänzt. Eine erneute Sanierung erfolgte 1981 bis 1998 durch den Burgverein. Die Ruine ist seit 1997 eine bedeutende Sehenswürdigkeit an der Straße der Staufer.

## Beschreibung
Haupt- und Vorburg bilden ein unregelmäßiges Rechteck von etwa 45 × 70 Meter.
Im Süden trennt ein breiter Halsgraben das Burgareal von der Hochfläche ab. Kurz hinter diesem Graben erhebt sich die mächtige Schildmauer aus bis zu 3,4 Meter breitem Bruchsteinmauerwerk. Ein eingemauerter Balken wurde dendrochronologisch auf etwa 1350 datiert.
Die Schildmauer ist 47 Meter lang, der westliche Teil ist teilweise eingestürzt. An den Enden schließen sich winkelförmig kurze Mauerabschnitte an. Der westliche, etwas längere Mauerrest dürfte der Rest des ehemaligen Außentores sein, der östliche ist der Ansatz der Vorburgmauer.
Ungefähr 25 Meter hinter der Schildmauer verläuft ein – heute verflachter – breiter Innengraben.
Von der dahinter liegenden Hauptburg sind nur noch Geländespuren, Schuttwälle und die Ruine des Bergfriedes zu sehen.
Der quadratische Bergfried ist noch ungefähr sechs Meter hoch. Anfang des 20. Jahrhunderts sollen noch Reste der Außenverkleidung zu sehen gewesen sein. Heute ist außen bis auf den Sockel (wohl ergänzt) nur noch das Füllmauerwerk erhalten, die Innenseite (ca. 2 × 2 Meter) ist mit 26 Lagen von Kleinquadern verblendet.